# 关西国际大学短期大学部
关西国际大学短期大学部（日语：／ Kansai Kokusai Daigaku Tankidaigakubu *）是过去一所位于日本兵库县三木市的私立短期大学。前身是关西女学院短期大学（日语：／ Kansei Jogakuin Tankidaigaku *）。

## 概要

### 简介
- 学校最早可以追溯到于1950年[1]。短期大学为于1987年开办[1]、由学校法人滨名学院经营。招生到于2000年、停办于2007年[2]。招収只女学生从1987年[2]。

### 历史
- 1987年 关西女学院短期大学成立并同时设置三个专攻、以下列举。
  - 经营实际业务专攻[注 2][注 3]
  - 信息专攻[注 3]
  - 秘书专攻[注 3]
- 1991年 通信学科成立。
- 1993年 通信专攻成立于专科.
- 1998年 改校名为关西国际大学短期大学部[1]。
- 2000年 最后一年招生、次年停止招生（正式停办于2007年3月22日[2]）。

## 学校环境
- 校区：在了兵库县三木市[注 1]

## 组织

### 学科
- 经营学科
- 通信学科

### 前学科
| - 经营学科 - 经营实际业务专攻 - 信息专攻 - 秘书专攻 |

### 专科
| - 没有 |

### 业余课程
| - 没有 |

## 相关链接
- 日本短期大学列表